# Église Saint-Géminien de Venise
L'église Saint-Géminien (italien : chiesa di San Geminiano ; vénitien : ceza de San Ziminiàn) est une ancienne église catholique de Venise, en Italie.

## Localisation
Cette église était située dans le sestiere de San Marco, en face de la basilique Saint-Marc, sur la place Saint-Marc.

## Historique

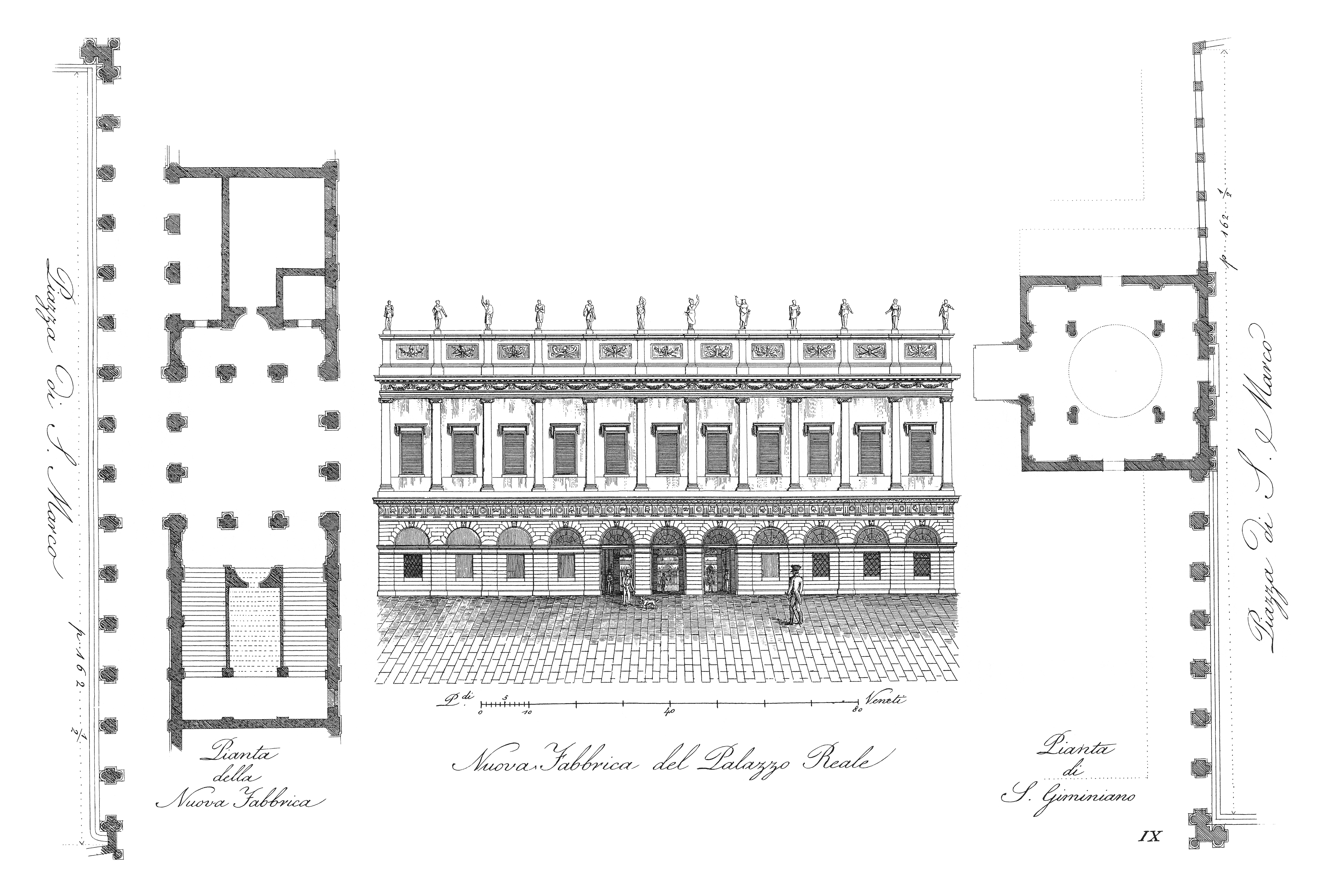
Plan de l'église Saint-Géminien (à droite) et plan et élévation de l'aile napoléonienne qui l'a remplacé (gauche et centre).

Il existe des documents d'origine ancienne du premier noyau de l'église, voulu par Narsès au VIe siècle, mais démoli au XIIIe siècle pour faire place à la modernisation de la Place Saint Marc.
Une nouvelle église a été construite à partir de 1505, conçue par Cristoforo da Legname. Dans la seconde moitié du XVIe siècle cependant, ce fut Jacopo Sansovino qui détermina la structure architecturale finale de l'église, en la plaçant sur le côté ouest de la place.
Le sort de l'église fut scellé par Napoléon, qui a ordonné la démolition de l'église en 1807, pour construire l'aile napoléonienne, où il avait voulu placer une salle de bal.
Aujourd'hui, sous les voûtes de l'aile napoléonienne, une plaque sur le sol marque à ceux qui passent la présence du chef-d'œuvre de Sansovino.

## Tableaux de Canaletto
On peut la voir dans un des tableaux du peintre védutiste vénitien du XVIIIe siècle, Antonio Canal dit Canaletto, conservé dans la Royal Collection.

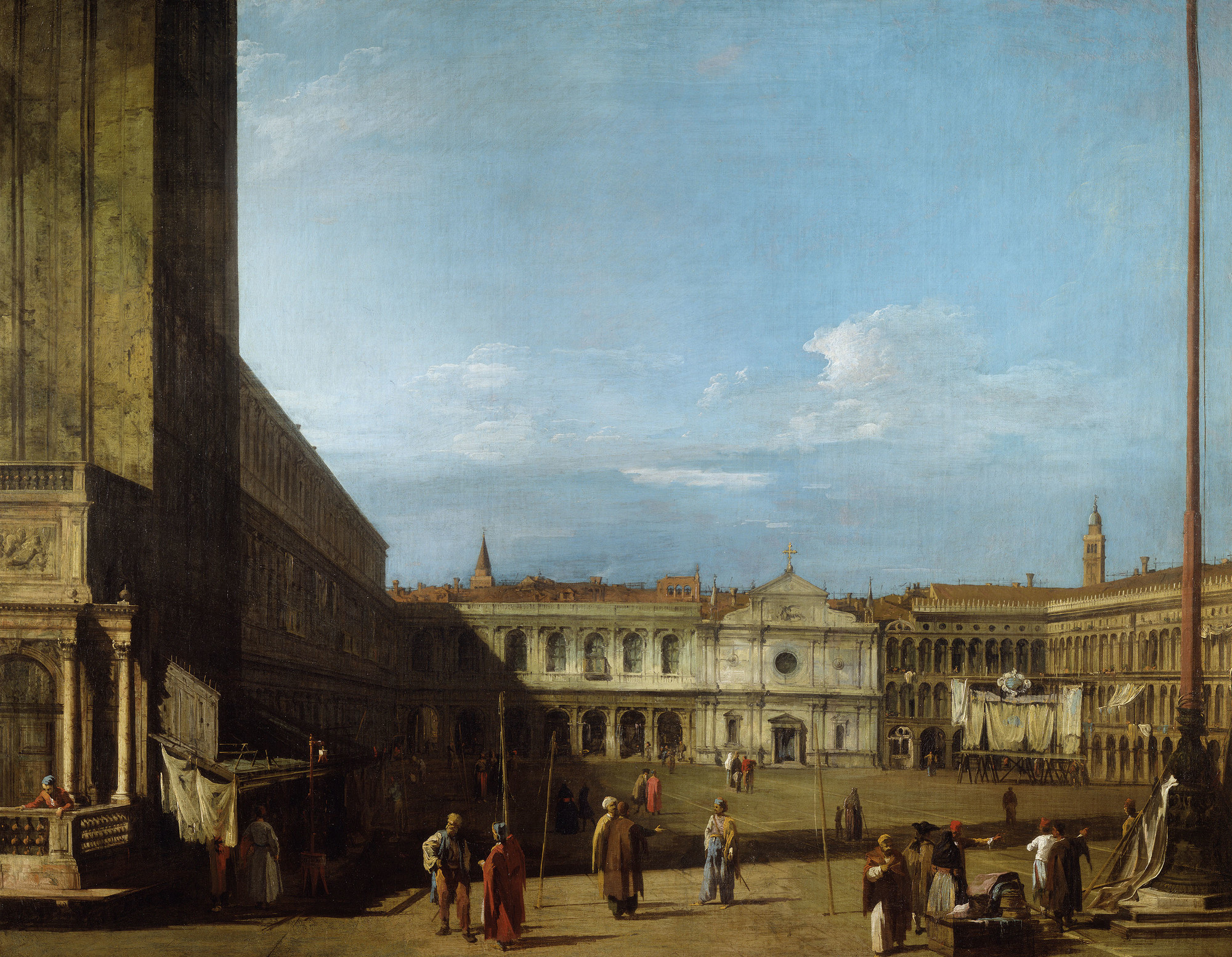
Place Saint-Marc tournée vers l’Ouest en direction de San Geminiano, 1723-1724, Royal Collection